# Dolcè
Dolcè es una localidad y comune italiana de 2.444 habitantes, ubicada en la provincia de Verona (una de las siete provincias de la región de Véneto)

## Demografía
| Gráfica de evolución demográfica de Dolcè entre 1861 y 2001 |
|                                                             |
| fuente ISTAT - elaboración gráfica a cargo de Wikipedia     |